# Gottliebpolynom
Inom matematiken är Gottliebpolynomen en familj diskreta ortogonala polynom introducerade av Morris J. Gottlieb 1938. De definieras som
{\displaystyle \displaystyle \ell _{n}(x,\lambda )=e^{-n\lambda }\sum _{k}(1-e^{\lambda })^{k}{\binom {n}{k}}{\binom {x}{k}}=e^{-n\lambda }{}_{2}F_{1}(-n,-x;1;1-e^{\lambda }).}